# Speziale (Fasano)
Speziale è una frazione del comune di Fasano con circa 400 abitanti, in provincia di Brindisi, a circa 10 km dal Comune di appartenenza e a circa 50 km dal capoluogo di Provincia. È situata al centro tra Pezze di Greco e Montalbano. 
Prende il nome dal farmacista (lo "speziale") che anticamente viveva presso questo luogo. Il 70% della popolazione è di origine della frazione predominante nel territorio fasanese, ovvero Pezze di Greco.
Questa località, insieme ad altre come Ostuni, è citata nel libro "Divorare il cielo" di Paolo Giordano.

## Architettura
La frazione presenta masserie e costruzioni in tipica tinteggiatura bianca a latte di calce e le originali volte a stella.
Di particolare bellezza è la Chiesa dedicata a SS. Maria del Rosario, risalente ai primi anni del Novecento. Nella facciata il corpo centrale è leggermente avanzato rispetto ai due rettangoli verticali laterali, è fiancheggiato da paraste in due ordini sovrapposti ed è sormontato dal timpano. Sulla porta di ingresso si apre una finestra a semicerchio decorata da disegni geometrici in pietra. L'interno è costituito dall'unica navata, diviso tra l'aula a base quadrata con volta a botte unghiata e con due finestre sulla parte alta delle pareti, e il presbiterio sopraelevato di un gradino e con volta a semicupola. Sul suo lato destro si apre una saletta in direzione dell'altare. Adiacente alla facciata, un secondo ingresso accede all'ufficio parrocchiale e alla sacrestia. La facciata della chiesa è stata restaurata nel 2016.

## Come si raggiunge
- In auto: percorrere la SS 379 Bari-Brindisi (uscita per Pezze di Greco) e raggiungere la località di Speziale che si trova sulla Strada statale 16 Adriatica tra Ostuni e Fasano.
- In treno: stazione Ferroviaria di Fasano, circa 10 km.
- In aereo: l'aeroporto di Bari è a circa 80 km; l'aeroporto di Brindisi è a circa 40 km.